# Montignac-Lascaux
 Montignac-Lascaux  es una comuna y población de Francia, en la región de Aquitania, departamento de Dordoña. Pertenece a la Comunidad de comunas del valle del Vézère.
Su población, en el censo de 1999, era de 3023 habitantes.
En su territorio se encuentran las cuevas de Lascaux, integradas junto a otras grutas y yacimientos prehistóricos de la zona en los Sitios prehistóricos y grutas decoradas del valle del Vézère (declarados Patrimonio de la Humanidad por la UNESCO).

## Geografía
Se encuentra a orillas del río Vézère, en una zona donde el valle se ensancha, adosada a los característicos escarpes calizos mesozoicos de la región.

## Demografía
| 2809 | 2949 | 3081 | 3135 | 2938 | 3023 |
| Para los censos de 1962 a 1999 la población legal corresponde a la población sin duplicidades (Fuente: INSEE [Consultar]) |      |      |      |      |      |

## Historia
Durante la Segunda Guerra Mundial, los maquis instalarán las sedes departamentales, reconstituidas en mayo de 1944, con Édouard Valéry, Jean Garraud y Marcel Serre, hacia Saint-Geyrac, Rouffignac-Saint-Cernin-de-Reilhac, Plazac y Montignac donde irán ocupan sucesivamente tres casas o granjas aisladas antes de instalarse en el castillo de Laudonie donde permanecerán hasta la liberación de Périgueux. 
La comuna se denominó Montignac hasta el 25 de febrero de 2020.

## Patrimonio histórico-artístico y lugares de interés
- Castillo de Coulonges, siglos XIV y XVI
- Cuevas con pinturas rupestres de Lascaux (en occitano Las Caus) y su réplica visitable: Lascaux II
- Monumento a Joseph Joubert
- Busto de Eugène Le Roy
- Museo Eugène Le Roy
- El cuadro "La muerte de San Bruno", del pintor español Juan Sánchez Cotán (1560? - 1627), en la Iglesia de la Plaza Carnot.